# Gottfried Keller (Politiker, 1873)
Gottfried Keller, auch Gottfried F. Keller (* 4. September 1873 in Zofingen; † 11. Januar 1945 in Aarau, reformiert, heimatberechtigt in Hottwil und seit 1905 in Aarau), war ein Schweizer Politiker (FDP) und Orchideensammler.

## Biografie
Gottfried Keller ist der Sohn des Lehrers und Redakteurs der „Aargauer Nachrichten“ Emanuel Gottlieb Keller und der Elisabeth geborene Geissmann. Nach Absolvierung der Kantonsschule Aarau schrieb Keller sich für ein Rechtsstudium in München, Berlin, Lausanne und Bern ein, das er 1896 mit der Promotion zum Dr. iur. und ein Jahr später mit dem Erwerb des aargauischen Fürsprecherpatents abschloss. In der Folge führte er eine Anwaltspraxis in Aarau.
Seine erste politische Funktion übte Keller, Mitglied der FDP Schweiz, in den Jahren 1902 bis 1907 im Stadtrat von Aarau aus. In der Folge amtierte er von 1907 bis 1918 als Vizeammann. Parallel dazu gehörte er von 1907 bis 1921 und 1925 bis 1929 dem aargauischen Grossrat an.
Darüber hinaus war Keller in den Jahren 1912 bis 1943 im Ständerat, den er von 1925 bis 1926 präsidierte, vertreten.
Keller nahm Einsitz in über 200 ständigen und nichtständigen Kommissionen, von denen er mehr als 60 präsidierte, zum Beispiel die Zolltarif- von 1936 bis 1943 oder die Bundesbahnkommission.
Von 1928 bis 1931 fungierte er als Delegierter für den Völkerbund. Ausserdem war er Mitglied zahlreicher Verwaltungsräte, z. B. der Schweizerischen Depeschenagentur von 1926 bis 1945. Die Universität Basel ehrte Gottfried Keller mit einem Ehrendoktorat für die Arbeiten mit den Orchideen. In der Schweizer Armee diente er zuletzt im Rang eines Obersts.
Gottfried Keller, der mit Emma, der Tochter des Joachim Feiss, verheiratet war, starb am 11. Januar 1945 im Alter von 71 Jahren in Aarau. Er war der Bruder des Politikers Emil Keller und des Juristen Johann Alfred Keller.

## Werke
- Der Staatsbahngedanke bei den verschiedenen Völkern historisch dargestellt, Diss. Jur. Bern, 1895
- Gottfried Keller et al.: Monographie und Iconographie der Orchideen Europas und des Mittelmeergebietes. Dehlem bei Berlin, 6 Bde. (Repertorium specierum nov. regni vegetabilis ; Sonderbeih. A) I: Monographie der Gattungen und Arten mit Blütenanalysen. 1928 II: Kritische Monographie, enthaltend die Beschreibung der Arten und Unterarten, Rassen, Varietäten, Formen und Bastarde...  1930-1940 III: Cypripedilum, Ophrys, Serapias, Aceras, Himantoglossum, Barlia, Anacamptis, Neotinea, Steveniella. - [1933-]1935 IV: Orchis L. - 1935-1938  1 - 2 V: Chamaeorchis, Nigritella, Gymnadenia... . - 1939[-1942].